# Johan Carl Adelswärd
Johan Carl Adelswärd, född 3 juni 1776 i Åtvids församling, Östergötlands län, död 14 maj 1852 i Åtvids församling, Östergötlands län, var en svensk friherre, militär och hovfunktionär.

## Biografi
Johan Carl Adelswärd föddes 1776 i Östergötland. Han var son till Erik Göran Adelswärd och Eva Helena von Fersen. Adelswärd blev 23 december 1783 kornett vid Mörnerska husarerna och 22 november 1795 löjtnant vid Livregementsbrigadens värvade infanteribataljon. Han blev 1795 kavaljer hos hertigen av Södermanland, 9 mars 1803 kapten, 22 juli 1805 förste major vid Andra livgrenadjärregementet och 1809 kabinettskammarherre hos kung Carl XIII. Adelswärd utnämndes 1809 till riddare av Svärdsorden, blev 24 juni 1834 överstekammarjunkare och utnämndes 26 januari 1839 till kommendör med stora korset av Vasaorden. Han avled 1852 på Adelsnäs i Åtvids socken.

### Egendom
Adelswärd var friherre till Adelsnäs i Åtvids socken.

### Familj
Adelswärd gifte sig 27 november 1818 på Adelsnäs i Åtvids socken med Maria Sleman (1792–1860), dotter till inspektor Sleman. De fick tillsammans barnen överstekammarjunkaren Erik Set Adelswärd (1813–1868), Catharina Emerentia Maria Adelswärd (1820–1844) som var gift med löjtnanten, friherre Christian Vilhelm Åkerhielm af Margretelund, Honorine Agnes Charlotte Marguerite Adelswärd (1822–1891) som var gift med underlöjtnanten, greve Adolphe Stackelberg och Eva Gunilla Sofia Adelswärd (1823–1827).